# Trois Frères (film)
Pour les articles homonymes, voir Trois frères.
Pour plus de détails, voir Fiche technique et Distribution.
Trois Frères (titre original : Tre fratelli) est un film italien réalisé par Francesco Rosi, sorti en 1981.

## Synopsis
Trois frères se retrouvent dans leur maison natale du sud de l'Italie où leur père les a appelés à la suite du décès de leur mère. Ces trois hommes qui se sont séparés il y a bien des années doivent refaire connaissance. Ils ont mené des vies différentes, entrepris des métiers différents, ont plus ou moins bien réussi. À l'occasion de cette triste circonstance, ils vont se mettre à la recherche de leur passé, comparer leurs existences présentes et envisager un avenir commun. En toile de fond, la morosité de l'Italie du début des années 1980, entre luttes syndicales en déclin, comme l'a montré la marche des quarante mille, malaise social et derniers soubresauts du terrorisme.

## Fiche technique
- Titre original : Tre fratelli
- Titre français : Trois frères
- Réalisation : Francesco Rosi
- Scénario, Adaptation : Tonino Guerra et Francesco Rosi
- Images : Pasqualino De Santis
- Son : Mario Bramonti
- Musique : Piero Piccioni
- Montage : Ruggero Mastroianni
- Décors : Andrea Crisanti
- Lieu de tournage : Matera (Basilicate),  Italie
- Production : Iter-Film, S.P.A (Rome) et Gaumont (Paris)
- Chef de production : Giorgio Nocella et Antonio Macri
- Distributeur : Gaumont
- Genre : Drame
- Durée : 113 minutes
- Pays de production :  Italie
- Dates de sortie :
  - Italie 19 mars 1981
  - France : 15 mai 1981
- Affiche : René Ferracci (France)

## Distribution
- Philippe Noiret : Raffaele Giurrana
- Charles Vanel : Donato Giurrana
- Michele Placido : Nicola Giurrana
- Vittorio Mezzogiorno : Rocco Giurrana et Donato jeune
- Andréa Ferréol La femme de Raffaele
- Maddalena Crippa : Giovanna
- Sara Tafuri : Rosaria
- Maria Zoffolli : Maria, la petite fille
- Tino Schirinzi : L'ami de Raffaele
- Simonetta Stefanelli : La femme de Donato, jeune